# Justin (Roboter)

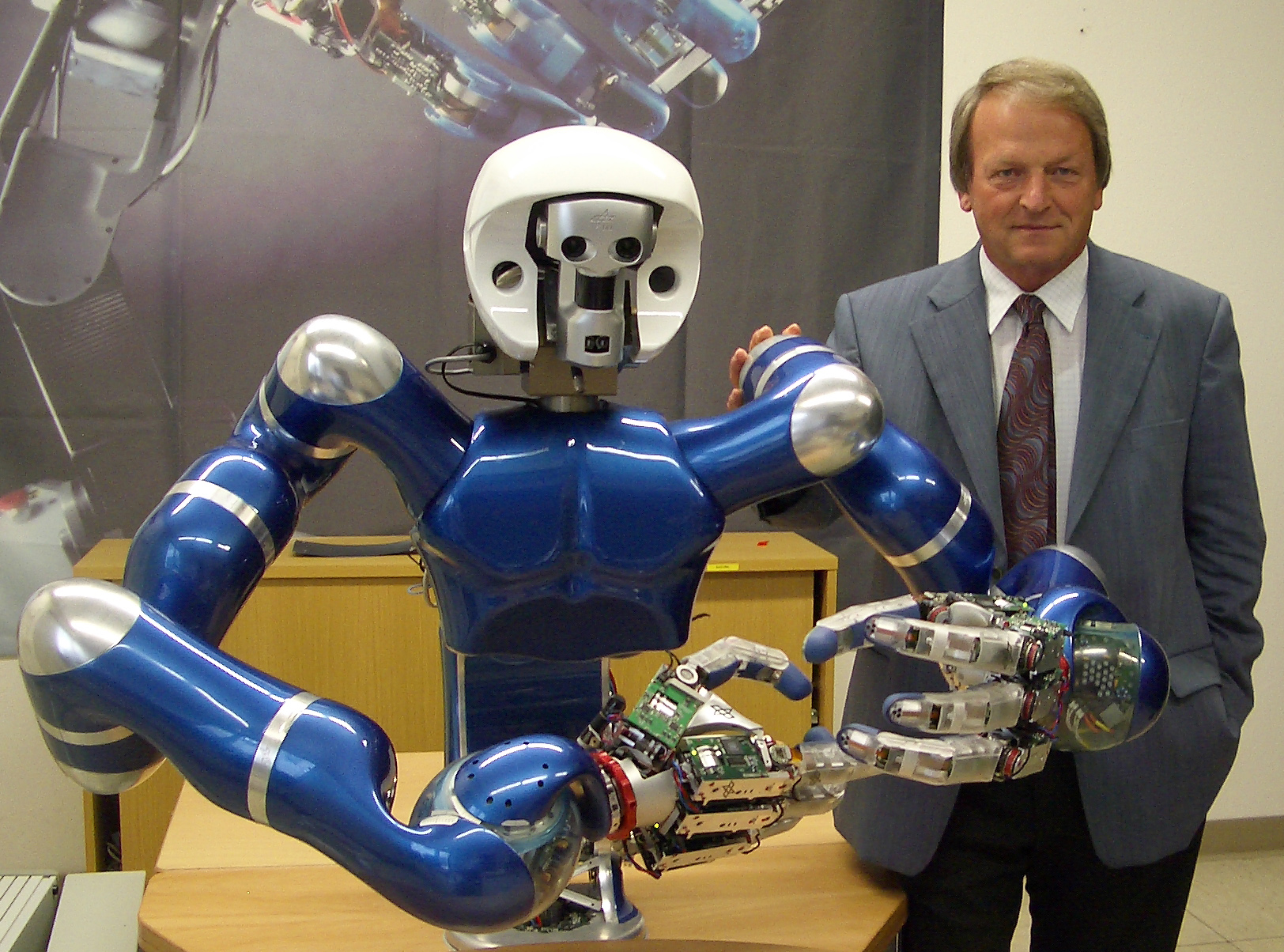
Oberteil von Justin am DLR, rechts Gerhard Hirzinger (2008)

Justin ist ein humanoider Roboter des Instituts für Robotik und Mechatronik des Deutschen Zentrums für Luft- und Raumfahrt.

## Aufbau
Justin verfügt über zwei bewegliche Arme mit vierfingrigen Händen sowie verschiedene Kameras, die ihm eine autonome Bewegung im Raum und die Bewältigung komplexer Aufgaben ermöglichen sollen. Sein Oberkörper ruht auf einer mobilen Plattform mit vier federgelagerten Rädern, die nach Bedarf einzeln gesteuert sowie aus- und eingefahren werden können, um auch enge Passagen, wie beispielsweise Korridore, zu befahren.
Der Roboter fungiert als Forschungsplattform für eine Vielzahl an aktuellen Themen der Robotikentwicklung. Dazu zählen unter anderem die künstliche Intelligenz, die feinfühlige Ganzkörperregelung, die Telepräsenz, die Bilderkennung, die Bahnplanung und die sichere Mensch-Roboter-Interaktion.
Das System existiert in mehreren Ausführungen. Die beiden mobilen Versionen auf Rädern heißen Rollin' Justin und Agile Justin. Die stationäre Version des Systems, bestehend aus einem Oberkörper, heißt Space Justin.